# Nicolas Ribowski
Nicolas Ribowski, né le 16 juillet 1939 à Neuilly-Plaisance, est un réalisateur français.

## Biographie
Nicolas Ribowski est le fils de Simon Rybowski né le 8 mai 1894 à Varsovie en  Pologne et de Sarah Nejman née le 16 juillet 1900 à Varsovie en  Pologne. Ils sont arrêtés sur la ligne de démarcation et détenus à la prison de Dijon. Leur dernière adresse est au 84 rue de Fontenay à Vincennes. Ils sont déportés par le Convoi No. 48, en date du 13 février 1943 de Drancy vers Auschwitz.
Nicolas Ribowski, âgé de 4 ans, est caché par une famille de Moissac (Tarn-et-Garonne) juséqu’à la fin de la Seconde Guerre mondiale. Il réalisera deux documentaires sur ce sujet : un sur les personnes qui l'ont sauvé (Shatta Simon et Bouli Simon) en 2005 et un autre sur les Justes en 2007).
Il fait partie d'une fratrie de 6 enfants, dont Malka Ribowska, André, né le 28 mai 1919 à Varsovie (Pologne), résistant, qui sera tué le 21 août 1944 à l'âge de 25 ans en se battant contre les Allemands, Gitla, David et Bella (ces deux derniers aussi réfugiés à Moissac. 
Sous le nom de Nicolas Rybowsky, il commence sa carrière comme assistant-réalisateur d'Alain Cavalier, Jean-Paul Rappeneau et Jacques Tati. Il se tourne ensuite vers la réalisation de téléfilms et d'épisodes de séries télévisées. Il signe quelques films pour le cinéma dont Une affaire d'hommes avec Claude Brasseur et Jean-Louis Trintignant en 1981.

## Filmographie

### Cinéma
- 1961 : Le Combat dans l'île d'Alain Cavalier – second assistant sous le nom Nicolas Rybowsky
- 1963 : Le Poulet, court métrage de Claude Berri - second assistant
- 1965 : La Vie de château de Jean-Paul Rappeneau – second assistant
- 1965 : La Vieille Dame indigne de René Allio - assistant réalisateur
- 1967 : Playtime de Jacques Tati – assistant réalisateur
- 1967 : L'Une et l'autre de René Allio – assistant réalisateur
- 1967 : Cours du soir, court-métrage
- 1981 : Une affaire d'hommes
- 1982 : Porte de plaisance, court-métrage
- 1988 : Périgord noir
- 2013 : Jamais je ne t'oublierai

### Télévision

#### Téléfilms
- 1974 : Mon pays le voici: Amalia Rodrigues présente le Portugal
- 1987 : Vaines recherches
- 1991 : Années de plumes, années de plomb
- 1993 : Ascension Express
- 1994 : La Récréation
- 1997 : Mission protection rapprochée
- 1999 : La Femme du boulanger  d'après l'œuvre de  Marcel Pagnol
- 2000 : La Trilogie marseillaise : César, Marius, Fanny, série de trois téléfilms d'après l'œuvre de Marcel Pagnol
- 2024 : Kelly et les bergères[3]

#### Séries télévisées
- 1978 : Sam et Sally (2 épisodes)
- 1978 : Médecins de nuit,  épisode Alpha
- 1979 : Médecins de nuit,  épisodes Palais royal et Le Livre rouge
- 1984 : La Bavure
- 1986 : Médecins de nuit, épisode Hep taxi !
- 1989 – 1999 : Navarro  (15 épisodes)
- 1992 : Commissaire Moulin, épisodes L... comme Lennon et Larmes blanches
- 1995 : Les Nouveaux Exploits d'Arsène Lupin, épisode La Robe de diamants
- 2004 : Clemy

#### Autres
- 1975 : Apostrophes, émission littéraire
- 1994 : De Gainsbourg à Gainsbarre, 1958-1991, documentaire musical (œuvre collective)
- 2005 : J'avais oublié, documentaire
- 2007 : Les Justes, documentaire
- 2016 : Le survivant matricule 157279, documentaire

## Distinctions

### Récompenses
- Prix Zakhor de la Mémoire 2007 pour Les Justes[4].

### Nominations
- César de la meilleure première œuvre 1982 pour Une affaire d'hommes[5].